# Frutioidia cardiaca
Frutioidia cardiaca är en insektsart som beskrevs av Irena Dworakowska 1980. Frutioidia cardiaca ingår i släktet Frutioidia och familjen dvärgstritar. Inga underarter finns listade i Catalogue of Life.